# Vaso Warwick
Il Vaso Warwick, noto anche come Vaso di Adriano, è un grande artefatto romano decorato con motivi bacchici.

## Storia
Fu ritrovato in frammenti tra le rovine della villa dell'imperatore Adriano nel 1771 da Gavin Hamilton, pittore e antiquario scozzese stanziato a Roma.
Il vaso era situato nella melma di uno stagno paludoso nel punto più basso dell'immenso parco della villa, dove Hamilton aveva ottenuto i diritti di scavo e proceduto per drenare la zona. Gavin Hamilton vendette in seguito i frammenti a Sir William Hamilton, ambasciatore inglese presso la corte di Napoli.

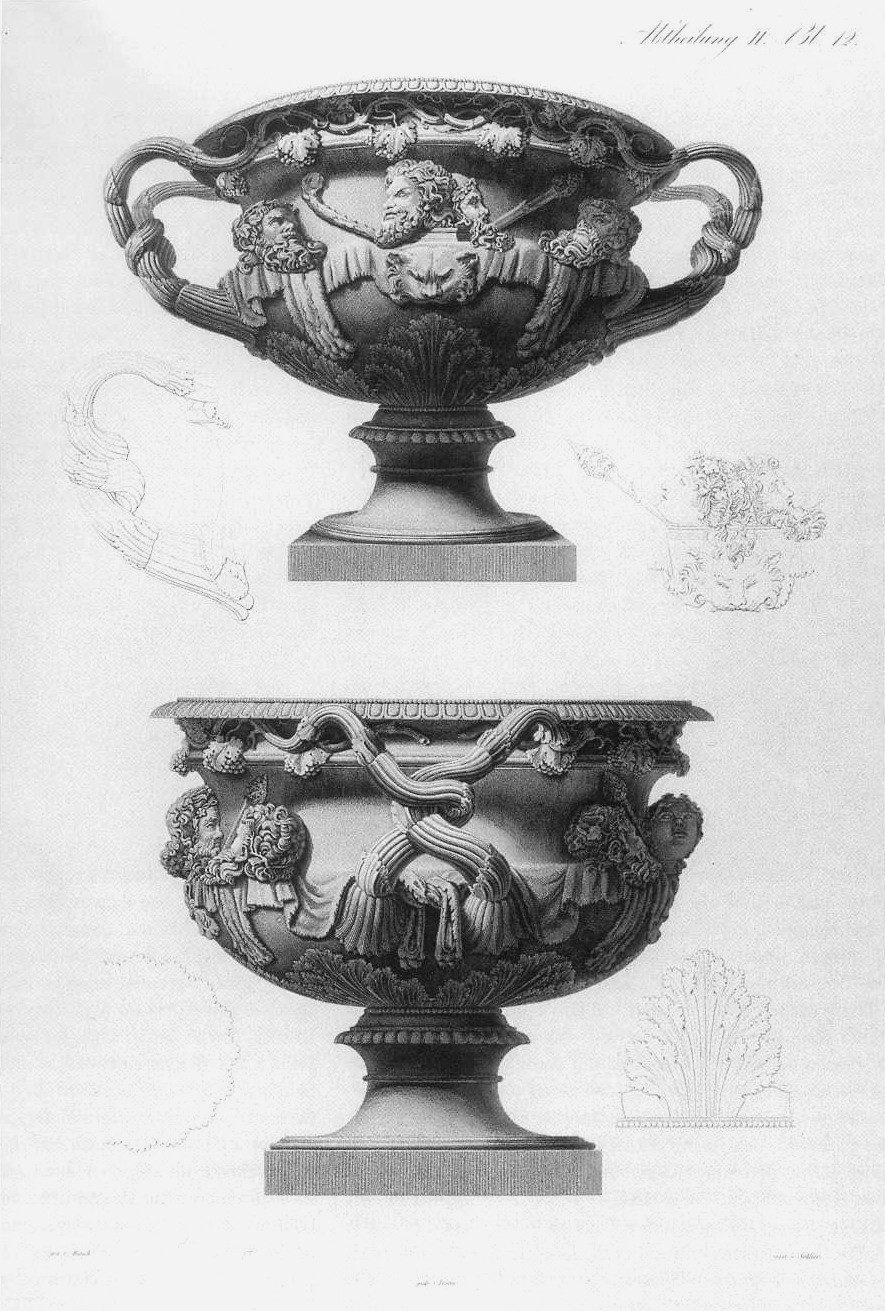
Il Vaso di Warwick in un'incisione del 1821 realizzata da Bartolomeo Cavalucci, a sua volta elaborata da uno studio del Piranesi. Fu pubblicata come illustrazione nel Vorbilder für Fabrikanten und Handwerker, edizione curata da Christian Peter Wilhelm Beuth e Karl Friedrich Schinkel.

### Restauro e proprietà
L'oggetto fu ricomposto sotto la supervisione dell'antiquario James Byres e della consulenza di Piranesi.
A differenza del vaso di Portland, che fece parte della stessa collezione dell'ambasciatore, Sir William Hamilton ricevette un rifiuto da parte del British Museum per l'acquisizione, quindi affidò l'oggetto nelle disponibilità del nipote (1778): George Greville, secondo conte di Warwick, che lo espose nel giardino del suo castello, prima del ricovero in una serra costruita appositamente.
Dal 1978 è esposto nel cortile centrale della Collezione Burrell di Glasgow, dove troneggia assieme ad una riproduzione originale del Pensatore di Rodin.

### Iconografia successiva
L'opera è stata copiata e reinterpretata innumerevoli volte durante il corso del XIX secolo, in vari materiali più o meno pregiati. Oggi fa parte del repertorio classico per la realizzazione di vasi usati come ornamento da giardino.

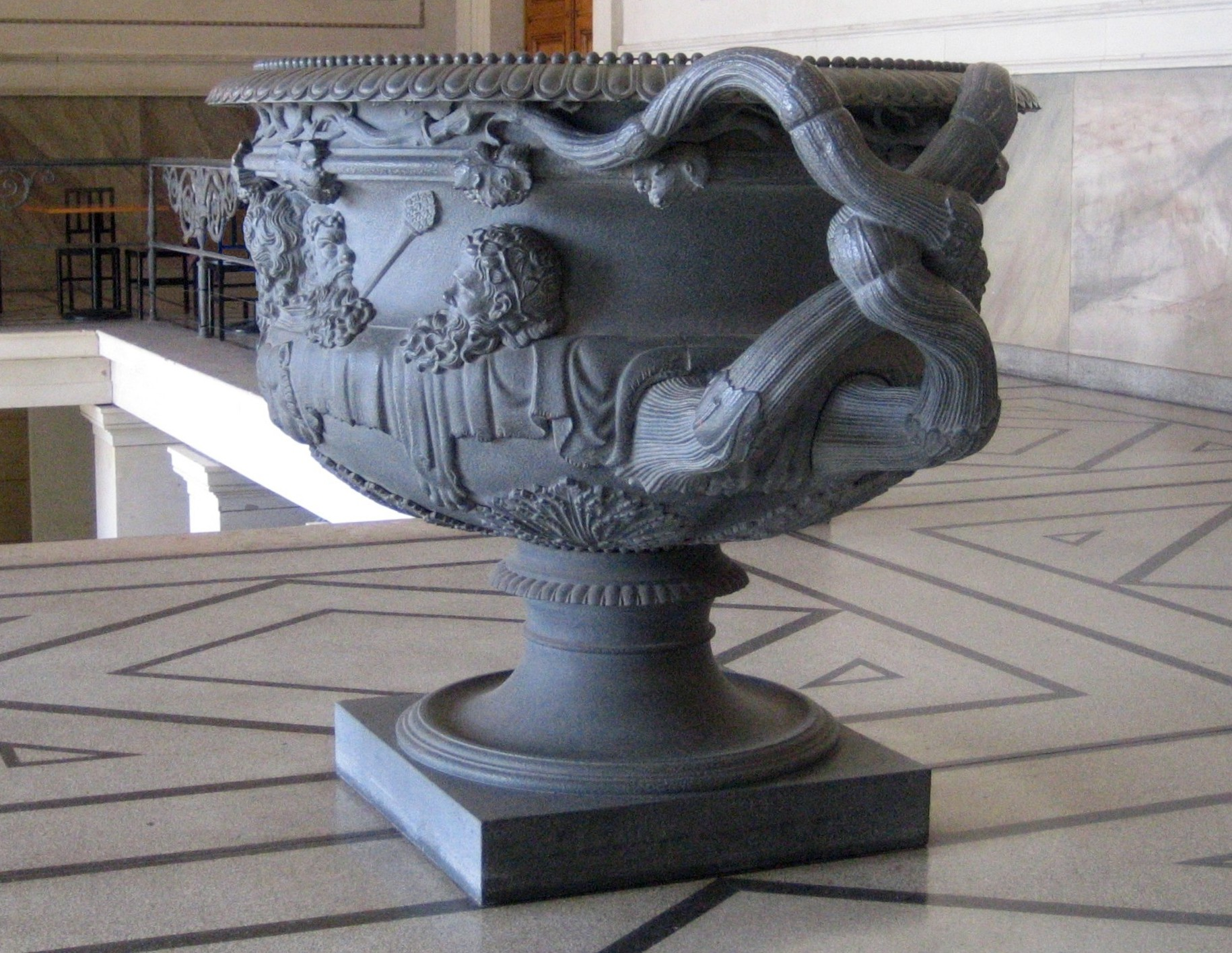
Riproduzione ottocentesca in ghisa del Vaso di Warwick, conservata a Berlino (Altes Museum).